# Прапор Сміли
Прапор Сміли — офіційний символ міста Сміли затверджений VIII сесією 21 скликання Смілянської міської ради 10 липня 1992 року. 4-5 вересня того ж року під час урочистостей, присвячених 450-річчю виникнення Сміли, прапор міста разом із гербом було освячено.

## Опис
У центрі малинового прямокутного полотнища малий герб міста Сміли в білому обрамленні. Співвідношення сторін полотнища 2:3 (висота до довжини); висота щита герба — половина висоти полотнища.
Малиновий колір полотнища, як і в часи козацтва (в Смілі стояла козацька сотня Чигиринського полку). Зображення герба на прапорі підкреслює його належність місту Смілі.